# Garcia III do Congo
Garcia (Garcia Nkanga a Mvemba) foi o manicongo (rei) do Reino do Congo em Quibangu entre 1670 e 1689.

## Biografia
Foi o filho mais velho de Sebastião I que reivindicou o trono do Congo através de Quibangu. Garcia III assumiu o trono após a morte do pai, mantendo um governo em Quibangu. 
Em 1679 ele é visitado por um padre capuchinho italiano Giovanni Antonio Cavazzi da Montecuccolo, que tenta o ajudar diplomaticamente a convencer os condes de Soyo em apoiá-lo para reunificar o Reino do Congo. A cidade de São Salvador, antiga capital do Congo estava destruída e abandonada após um ataque do rei Pedro III de Lemba. Em 1689 alguns nobres e os condes de Soyo concordam em elegê-lo rei, mas sabendo disso o rei de Lemba, João II invade a pequena aldeia de Quibangu e mata o jovem rei. Destruindo assim a chance que de reunificar o Congo. 